# 勒卡托涅山
46°3′18.6″N 7°6′41.2″E / 46.055167°N 7.111444°E

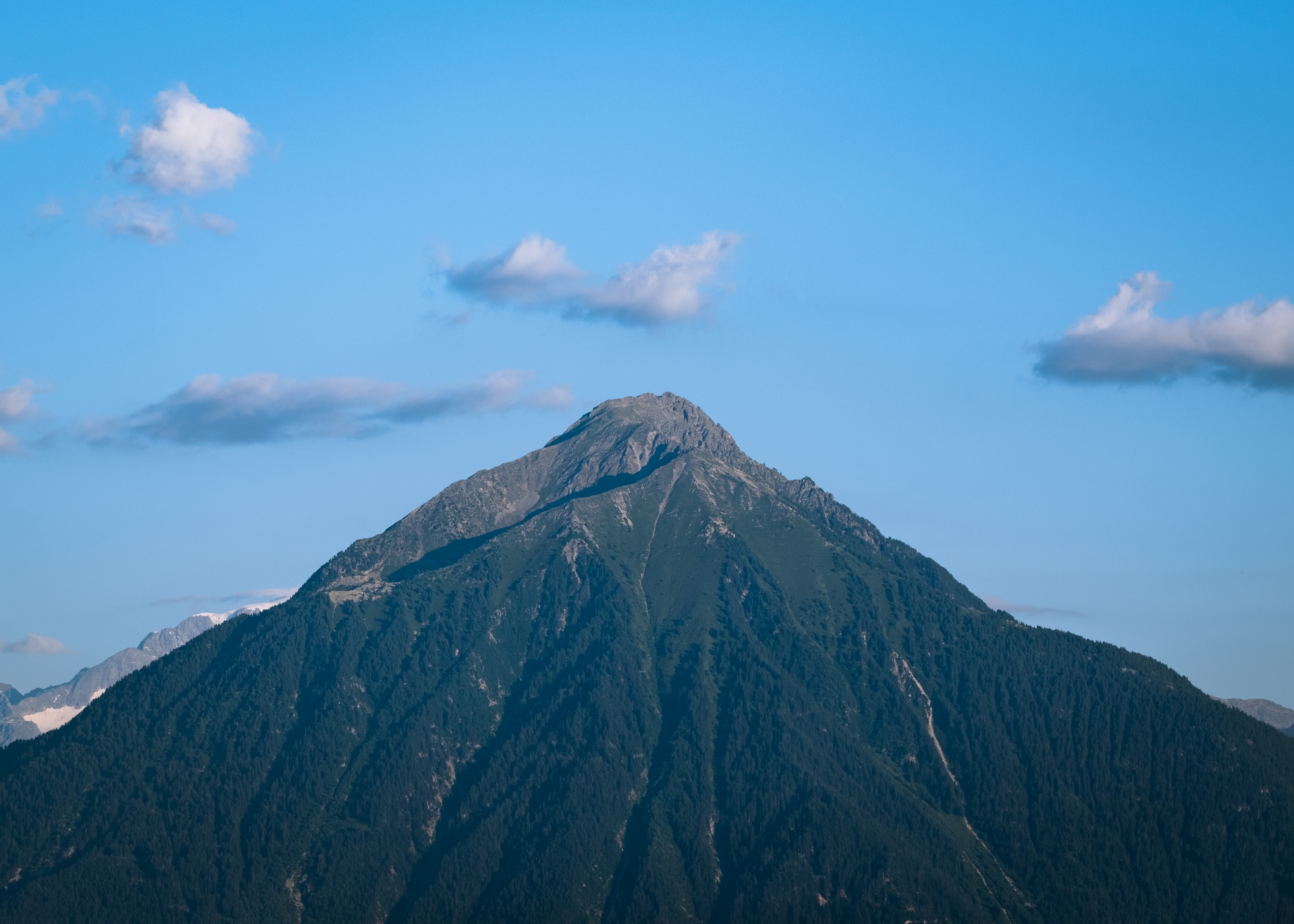

勒卡托涅山（Catogne），是瑞士的山峰，位於該國西南部，由瓦萊州負責管轄，屬於蒙布朗山的一部分，處於奧西耶爾以西，該山峰海拔高度2,598米。